# Hainin
Pour les articles ayant des titres homophones, voir Henin et Hennin.
Hainin (en wallon Hinnin) est une section de la commune belge de Hensies, située en Région wallonne dans la province de Hainaut. C'était une commune à part entière avant la fusion des communes de 1977.

## Étymologie
Selon Le Carpentier, le nom initial du village avant le passage des Huns aurait été hugnis ; l'auteur explique que la rivière aurait été rebaptisée ainsi par la haine que les habitants de la région lui auraient longtemps vouée d'avoir laissé remonter les Huns par sa vallée (et celle de la Sambre). Le Carpentier est cependant fortement décrié par certains de ses honorables successeurs ; il est même très probable que le nom qu'il donne ainsi, hugnis, ne soit enfin qu'un génitif pluriel signifiant tout simplement des Huns éludant probablement le mot qui désignait la voie ou rivière des Huns.
Le village doit par contre bien son nom à la rivière la Haine, et s'est écrit Haynin, Hennin, voire Henin et signifierait « lieu ou terres de la Haine ». 
Selon M. G. Descamps, la désinence -in, serait l’abrégé de harn ou hem (Hainoehem), ou plus probablement et simplement un adjectif qui éluderait aussi un autre mot sous-entendu : Haininoe (terme), Haininus (locus)… 
Cette origine n’est pas adoptée par Alexandre-Guillaume Chotin qui traduit ce vocable par un nom propre : le manse d’Haninus ou d’Henin.

## Géographie

### Situation
Hainin présente une altitude variant de 20 m au nord, au niveau de la Haine, jusqu'à 50 m au sud, à la frontière avec la commune de Boussu.
Il est traversé par la Haine au nord, marquant la frontière avec le village d'Hautrage.
Le village est également desservi au sud par la route N51 et, au centre de son territoire, par la ligne ferroviaire 97, qui dessert sa gare.

## Évolution démographique
- Sources : INS, Rem. : 1831 jusqu'en 1970 = recensements, 1976 = nombre d'habitants au 31 décembre.

## Histoire
Au milieu du XIIe siècle, Hainin eut pour seigneur Guillaume, également seigneur de Dour et de Thulin. Par la suite, la seigneurie de Hainin tenue en fief de la seigneurie de Florennes, appartint à la Maison de Haynin. La seigneurie leur échoit à la suite du mariage d’Étienne de Denain avec Rose de Mons, dame de Haynin. En 1366, le fief des Malagnes (aussi appelé « Malaignes »), situé également sur la localité, leur est acquis. 
La seigneurie de Hainin, reste dans la Maison de Haynin jusqu'au XVIIIe siècle. Le dernier seigneur en est Louis François de Haynin, né le 3 octobre 1700 à Lille Saint-Sauveur, lieutenant aux gardes, wallonnes, mayeur d’Arras, conservateur de la forêt de Mormal, baron de Haynin, seigneur de d’Amfroipret et de Ransart, admis à l’état noble de l’Artois le 17 novembre 1765, sans descendance masculine.
La seigneurie de Hainin, achetée à la fin de l'Ancien Régime par les Leduc, passa ainsi à leur descendant, le comte de Clerfayt, Feldmarschall de l'armée impériale, l'un des commandants des troupes autrichiennes à la bataille de Jemappes (1792).
Le château de Haynin est construit en 1410 par Pierre dit Brougnart de Haynin, grand bailli du Hainaut de 1408 à 1418 et de 1424 à 1425. Ce château n’a jamais subi de siège. Il a été brûlé par les Français en 1792, son premier étage a été détruit au début du XIXe siècle et ses fondations en 1860.
À Hainin, on retrouvait les lieux dits Champs-à-le-Borne, désignant peut-être une pierre levée et le Bois des Malagnes. Malognes, mauvaises terres, dénomination qui a été transformée à l’époque moderne, en Bois des Malins.

## Galerie

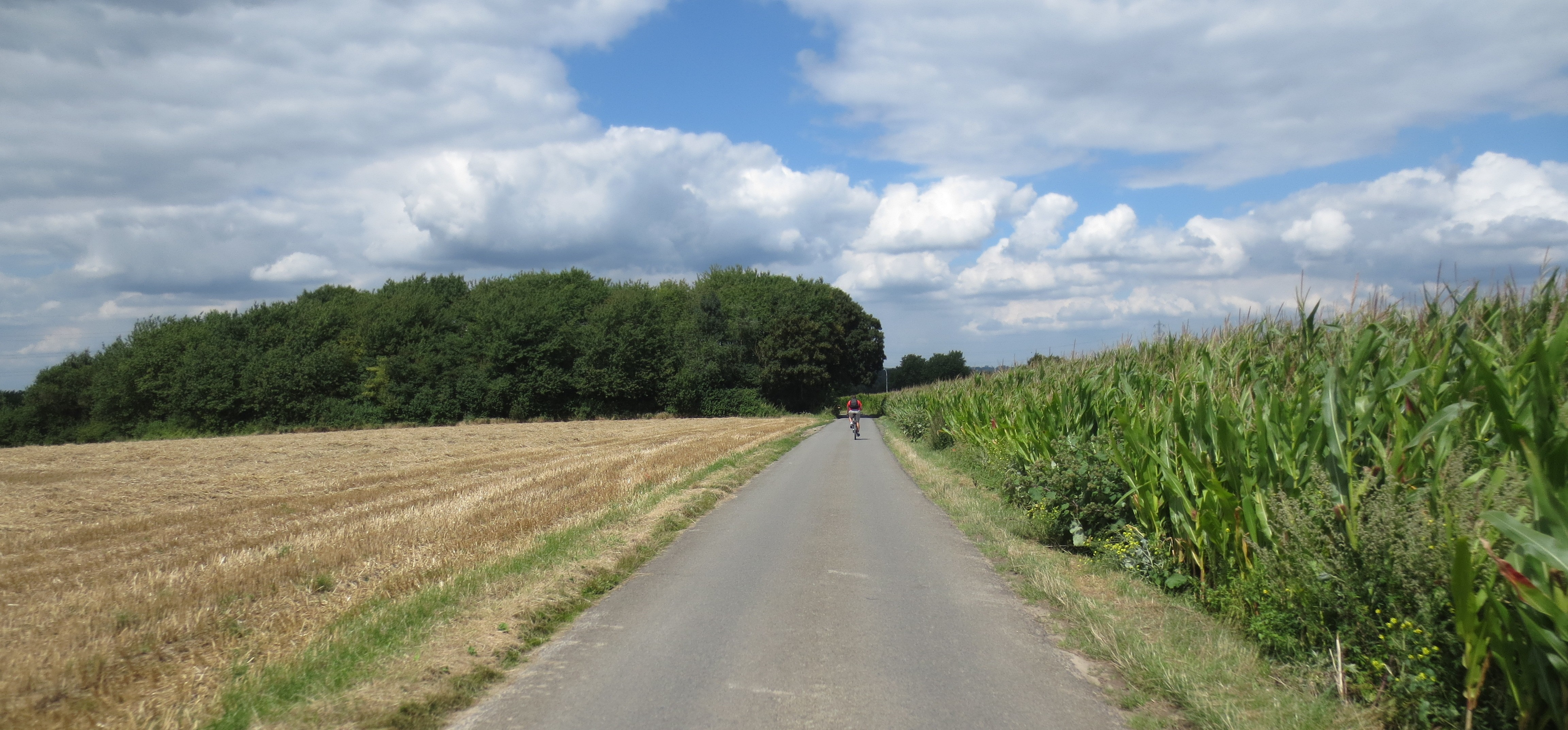
La campagne.
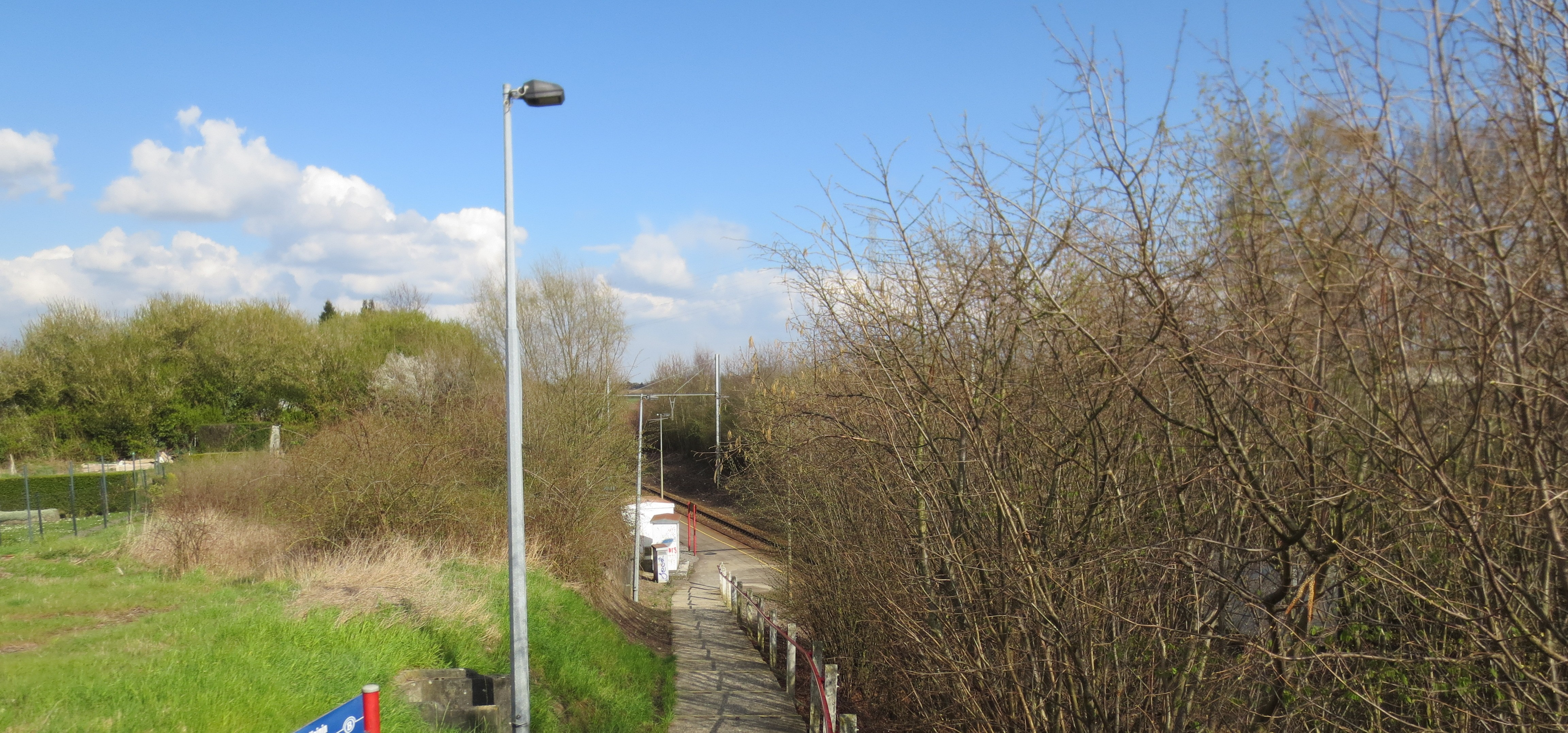
La gare.
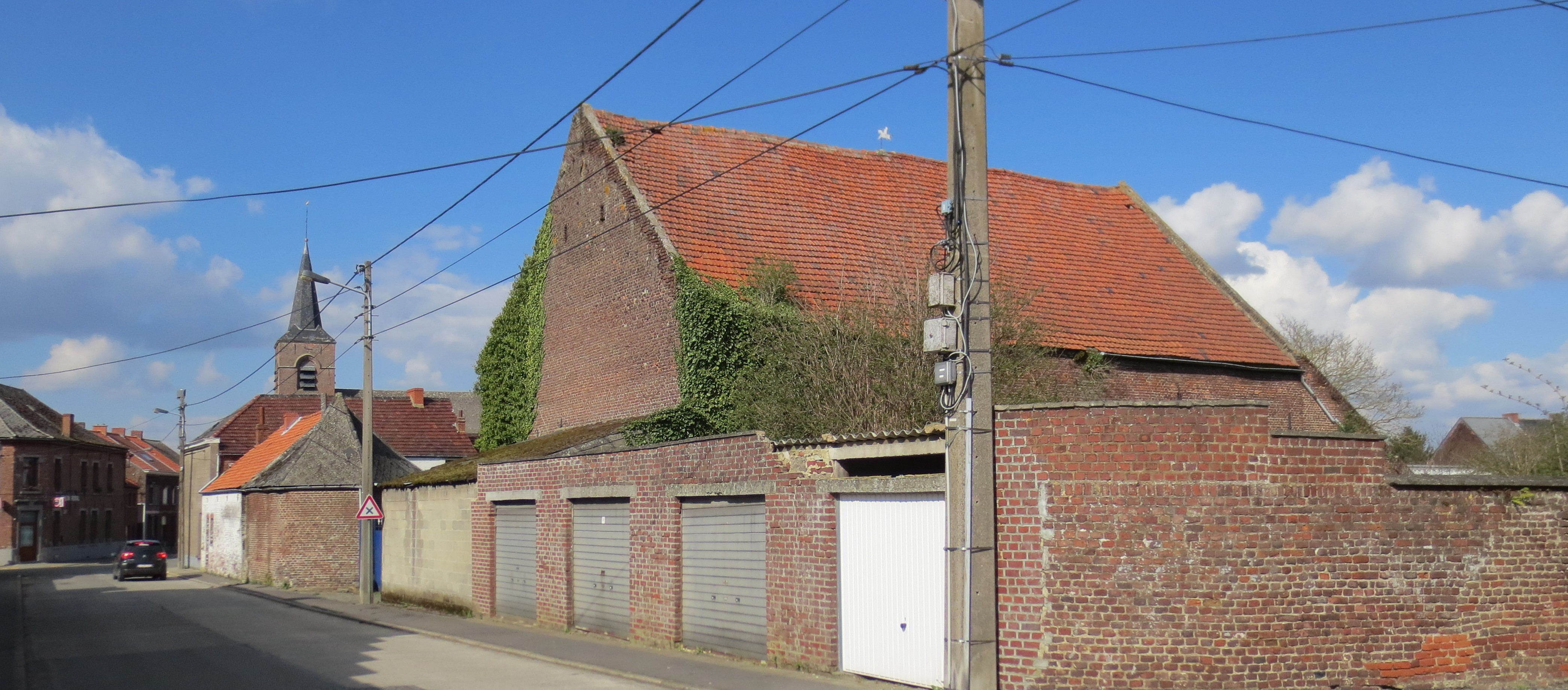
La route.

## Personnages célèbres
- Jean de Haynin né en octobre 1423, seigneur de Haynin et de Louvignies, auteur de mémoires où le mot Wallons est utilisé pour la première fois selon Albert Henry ainsi qu'un journal très détaillé des chevauchées qu'il a faites dans les armées des ducs de Bourgogne, Philippe le Bon puis son fils Charles le Téméraire.
- Louis de Haynin du Cornet, auteur également de plusieurs ouvrages militaires.